# Casa-bungalow Bosch-Sans
La Casa-bungalow Bosch-Sans és un edifici del municipi de l'Escala inclòs en l'Inventari del Patrimoni Arquitectònic de Catalunya.
Està situada al sud-est del nucli urbà de la població de l'Escala, a l'extrem oriental de la urbanització de Montgó, molt a prop del límit municipal amb la vila de Torroella de Montgrí.

## Descripció
És una casa d'estiueig envoltada de jardí que presenta una planta rectangular. Tot i que en origen es tractava d'una única construcció, actualment consta de dos habitatges adossats, donat que se li va afegir un edifici idèntic a la part posterior. La coberta és a quatre vessants de teula, amb les vessants llargues més estretes que les curtes i molt poca pendent. L'edifici està distribuït en planta baixa i pis, amb dos porxos oberts al jardí a la part de llevant. Al pis hi ha dos balcons amb baranes de ferro. A ponent hi ha dues escales exteriors d'accés a la primera planta, cada una connectada amb la terrassa que dona accés a l'interior. Totes les obertures de l'edifici són rectangulars, amb persianes de fusta i porticons laminats. A la planta baixa destaca el placat de pedra poligonal que revesteix la part original de l'edifici. La resta del parament està arrebossat i pintat de blanc.

## Història
Aquesta casa d'estiueig fou projectada per Josep Esteve Corredor l'any 1964 per a Francisco de A. Bosch i Carmen Sans. Posteriorment la casa va ser dividida en dos habitatges adossats.